# Burg Peine
Die Burg Peine war eine etwa im 12. Jahrhundert erbaute Burganlage in Peine im heutigen Niedersachsen, die im 17. Jahrhundert zur Festung ausgebaut wurde. Nach Verfall wurden die Burggebäude Anfang des 19. Jahrhunderts zur Errichtung von Verwaltungsbauten abgerissen, so dass sich von Burg und Festung nur wenige bauliche Reste erhalten haben. Seit dem Jahre 2000 dienen umgestaltete Wälle und Gräben als Parkanlage.

## Lage
Die Burg Peine lag am nördlichen Ende eines leicht erhöhten Geländerückens, der inselartig in die einst feuchte Niederung der Fuhse hineinragt. Diese Lage bot damals einen natürlichen Schutz.
Die Geländeerhöhung, auf der Siedlung und Burg entstanden waren, hat die Ausmaße von rund 400 × 800 Meter. Der Burghügel, der auch als Schlossberg bezeichnet wird, wuchs im Laufe der Zeit durch Erdaufschüttungen an. Die nahe gelegene Fuhse speiste den Burggraben.

## Geschichte
Die Entstehung der Burg, die wahrscheinlich eine Furt an der Fuhse schützte, wird im 12. Jahrhundert vermutet. Eine historische Überlieferung liegt nur durch die Nennung eines Berthold von Peine im Jahr 1130 vor, der eine durch den späteren Kaiser Lothar III. auf dem Reichstag in Braunschweig erlassene Urkunde als Zeuge bestätigte. Wahrscheinlich handelte es sich bei Berthold von Peine um einen Ministerialen, der auch als Erbauer der Burg Peine in Betracht kommt. Sein Sohn Ludolf wird 1154 in einer Urkunde Heinrichs des Löwen erwähnt. Nach Heinrichs Fall schloss sich Ludolf oder sein gleichnamiger Sohn den Staufern an. Später stürmte Heinrich die Burgen seiner abgefallenen Gefolgsleute, darunter die Burg Peine um 1193. Bereits 1194 baute Ludolf seine zerstörte Burg wieder auf.
| \| \|                                                               |
| ------------------------------------------------------------------- |
| Die Lage der Burg Peine auf einem Plan der Stadt Peine im Jahr 1785 |
| Burg Peine · Stadt Peine, 1785.                                     |

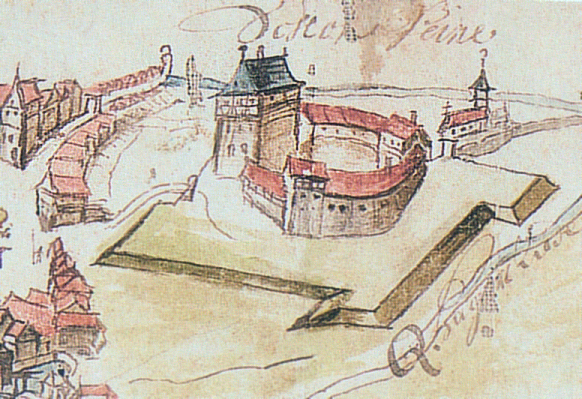
Burg Peine, 1675

Um 1220 gründete Gunzelin von Wolfenbüttel die Ansiedlung Peine, die 1223 Stadtrechte erhielt. Um 1260 gelangte die Stadt mit der Burg in den Einflussbereich des Hochstifts Hildesheim. Während der Hildesheimer Stiftsfehde wurde Peine als Hildesheimer Außenposten von einem Braunschweiger Heer erstmals 1519 belagert, wobei die Burg gehalten wurde, aber die Stadt abbrannte. Zu weiteren, mehrmonatigen Belagerungen kam es in den Jahren 1521 und 1522. Überlieferungen zufolge schossen die Braunschweiger mit 16 Kanonen über 300 Kugeln auf den mittelalterlichen Burgturm „Güntzel“ ab, der schwer beschädigt wurde. Die Braunschweiger hofften darauf, dass er in den Wassergraben stürzen und ihnen dadurch ein Überqueren des Grabens ermöglichen würde. Die Burgbesatzung aber sicherte den Turm mit schweren Ketten und ließ ihn schließlich in den Burghof stürzen. Da die Burg jeweils standhielt und dadurch als uneinnehmbar galt, bildete sich für Peine die Bezeichnung „Eulennest“ heraus. Laut einer Sage habe sich ein in der Burg nistendes Eulenpaar nicht durch die Kampfhandlungen vertreiben lassen. Nach der Fehde wurde die schwer beschädigte Burg als schlichter Bau neu errichtet. Sie bestand aus kreisförmig miteinander verbundenen Wirtschaftsgebäuden und einem Hauptbau, der einen Unterbau aus Stein und als Obergeschoss einen Fachwerkaufbau besaß.

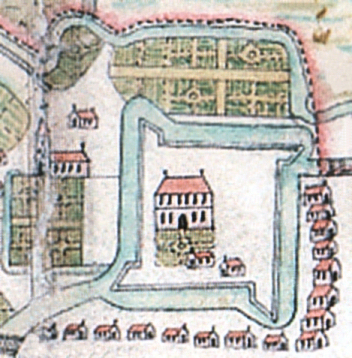
Burg Peine, 1725

Während des Dreißigjährigen Krieges wechselte die Burg mehrfach den Besitzer unter den Kriegsparteien von Kaiserlichen und Schweden. 1633 belagerten Truppen des braunschweigischen Herzogs Burg und Stadt. Nach der Kapitulation der kaiserlichen Besatzung ließen die Braunschweiger die Stadtbefestigung schleifen. Nach Kriegsende wurde die Burg durch den Hildesheimer Bischof ab 1659 festungsartig ausgebaut. Der runde Burghügel bekam dabei eine quadratische Form. An den Ecken entstanden vier aus Erde aufgeschüttete Bastionen, von denen heute nur noch eine erhalten ist. Der umgebende Wassergraben erhielt eine Breite von bis zu 15 Metern. Die Arbeiten wurden 1661 nach Erschöpfung der finanziellen Mittel weitestgehend eingestellt. Während des 18. Jahrhunderts verschlechterte sich die Bausubstanz der Burg durch mangelnde Instandhaltung.
1711 wurde die im Bistum Hildesheim gelegene Festung Peine durch Truppen unter dem Kurhannoverschen Obristleutnant Erich Philipp von Schwan eingenommen.
Anfang des 19. Jahrhunderts nahmen preußische Truppen die Stadt Peine 1802 widerstandslos ein. Zwischen 1803 und 1816 wurden sämtliche Burggebäude abgebrochen. In der Folge entstanden auf dem Schlossberg verschiedene Verwaltungsgebäude, wie ein Amtslokal, ein Gefängnis, ein Pferdestall für Dienstpferde und eine Kornscheune. Teilweise wurden diese Gebäude wieder abgerissen und dafür neue errichtet. Heute befinden sich auf dem Schlossberg die Gebäude des Amtsgerichts Peine. 1893 erwarb die Stadt Peine Teile des Schlossberges vom Staat. Dazu gehörten die nördliche Eckbastion der Festung als Erdaufschüttung, ein als Fischteich genutzter Rest des Wassergrabens und der Schlossgarten.
Um das Jahr 2000 erfolgte im Amtmann-Ziegler-Garten, einem Gelände am Fuß des Schlossberges, eine Umgestaltung zu einer Parkanlage. In dem dadurch entstandenen 6000 m² großen Burgpark sind Informationstafeln zur Geschichte der Burg aufgestellt. Im Park finden regelmäßig Open-Air-Veranstaltungen statt.

## Ausgrabung

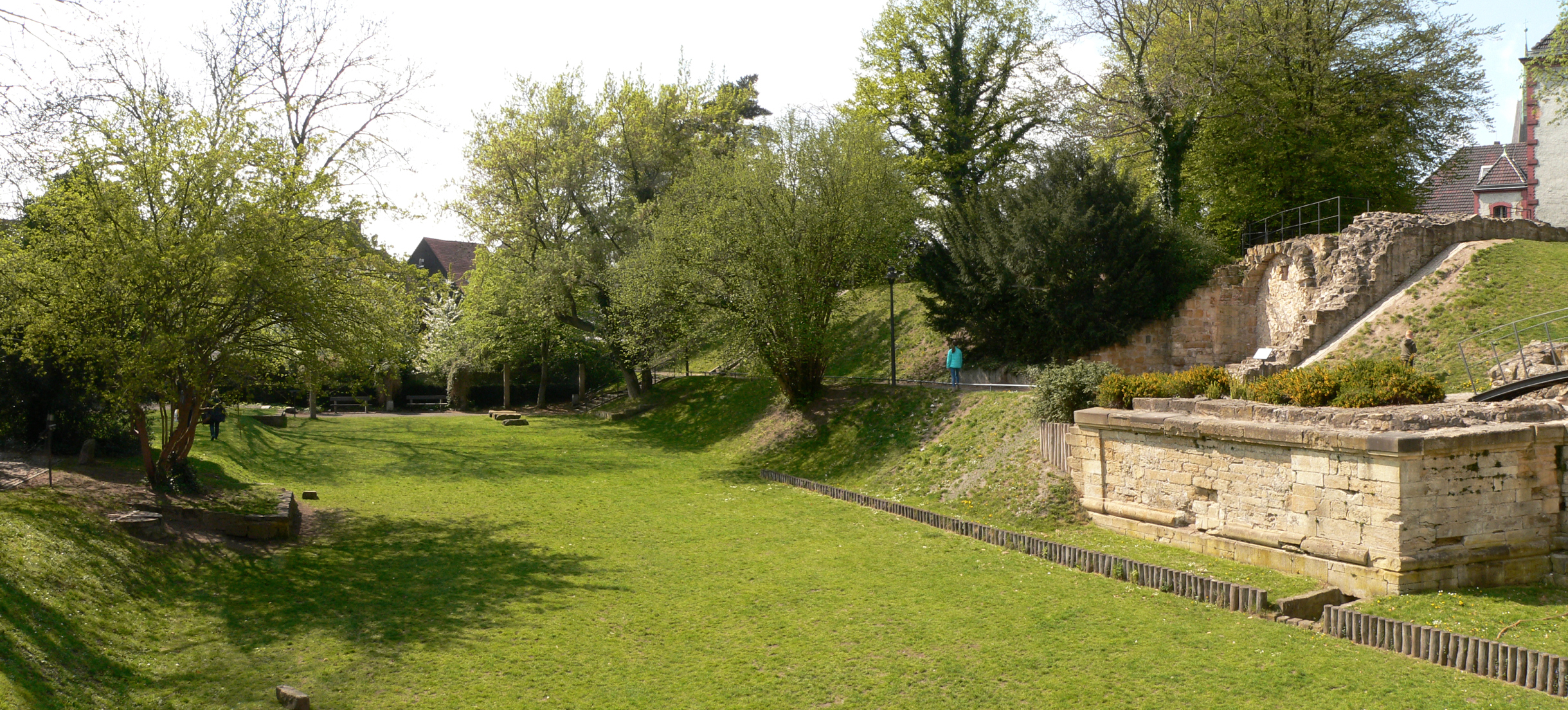
Der frühere Wassergraben mit Eskarpemauer des Bastionswalls und Kasemattenrest

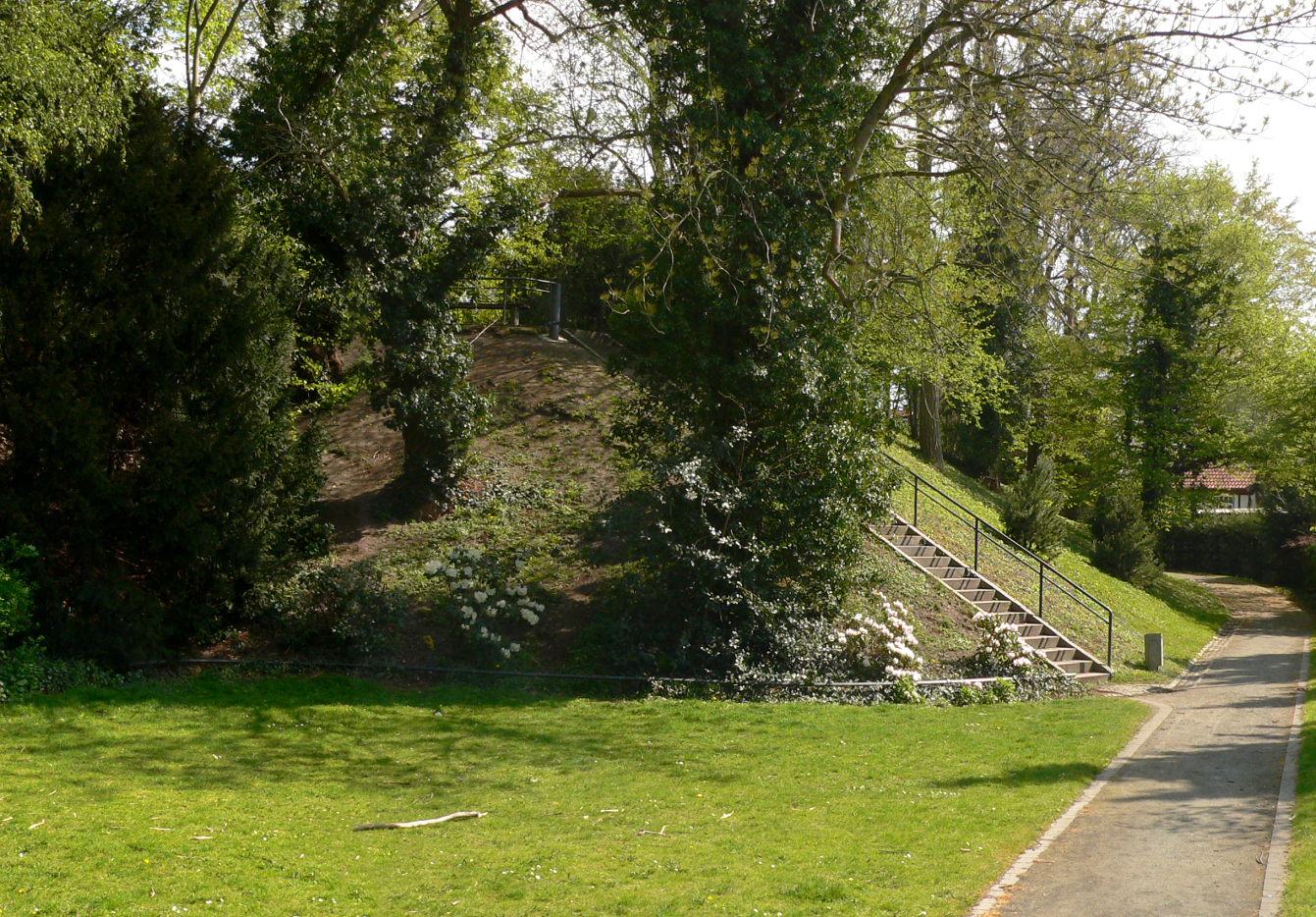
Bastionswall

Vor der Umgestaltung des Geländes zum Burgpark fand 1998 eine archäologische Ausgrabung statt. Sie erfolgte im Amtmann-Ziegler-Garten, wo der trockengelegte Wassergraben verlief. Die Untersuchung des verwilderten Gartengeländes bot sich an, da der Burghügel selbst im Laufe der Jahrhunderte vielfach überformt worden ist. Bei der Grabung wurde die sorgfältig gearbeitete, etwa zwei Meter hohe Eskarpemauer freigelegt, die den Bastionswall befestigte. Sie stammt aus der Zeit der Neugestaltung der Burg um 1660 mit der Anlage von Eckbastionen. Unter der auf den Burghügel führenden Straße „Am Amthof“ wurden zwei steinerne Brückenbögen freigelegt, die früher eine Zugbrücke mit der Burg verbanden. Die meisten Funde wurden aus dem früheren Wassergraben geborgen, darunter mittelalterliche Keramik, die aus dem Peiner Töpferviertel Gröpern stammte. Im Schlammbereich des Wassergrabens fanden sich eine Steinkugel und ein zerplatztes Hohlgeschoss aus Gusseisen, das mit Öl und Schwefel gefüllt war. Die in situ aufgefundenen Gegenstände werden den Belagerungen in den Jahren 1519 bis 1522, während der Hildesheimer Stiftsfehde, zugerechnet. Vermutlich sind die Geschosse vom Mauerwerk der Burg abgeprallt und im Schlamm des Gewässers versunken. Im Bereich einer bereits in den 1970er Jahren freigelegten Kasematte im Wall wurden die Grundmauern eines kleinen Torwachenhauses im Bereich der früheren Zugbrücke freigelegt. Fundstücke waren Fragmente von Salbentöpfen und Tonpfeifen sowie gläserne Reste von Wein- und Medizinflaschen. Außerdem wurde ein Schachtsystem aus Natursteinquadern mit einem Gang in fünf Meter Tiefe ergraben. Damit wurde früher das Niederschlagswasser aus der Burg in den Burggraben abgeleitet. In der Verfüllung des Schachtsystems fanden sich Fundstücke aus dem 17. und 18. Jahrhundert, wie Keramikscherben, ein Klappmesser mit verzierten Griffschalen aus Knochen und fünf Hundeschädel.